# Carmelitas del Niño Jesús
La Congregación de Hermanas Carmelitas del Niño Jesús (en latín: Congregatio Sororum Carmelitarum Infantis Iesu) es una congregación religiosa católica femenina, de vida apostólica y de derecho pontificio, fundada por el religioso polaco Anselmo de San Andrés Corsini, en Sosnowiec, en 1921. A las religiosas de este instituto se les conoce como Carmelitas del Niño Jesús y posponen a sus nombres las siglas C.I,J..

## Historia

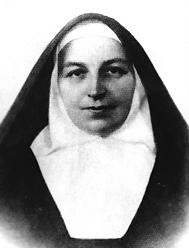
María Teresa de San José (1885-1946), cofundadora de la congregación, es considerada venerable en la Iglesia católica.

La congregación fue fundada en 1921 en Sosnowiec (Polonia), por el religioso carmelita descalzo Anselmo de San Andrés Corsini (en el siglo Maciej Józef Gądek), junto a Joanna Kierocińska, para la asistencia de la clase obrera y educación de sus hijos. Joanna fue la primera superiora general y el día de su profesión religiosa tomó el nombre de María Teresa de San José.
El instituto fue agregado a la Orden de los Carmelitas Descalzos el 16 de marzo de 1936 y aprobado como congregación religiosa de derecho pontificio, mediante decretum laudis del papa Pío XII, del 26 de mayo de 1954.

## Organización
La Congregación de Hermanas Carmelitas del Niño Jesús es un instituto religioso de derecho pontificio, internacional y centralizado, cuyo gobierno es ejercido por una superiora general. La sede central se encuentra en Marki (Polonia).
Las carmelitas del Niño Jesús se dedican a pastoral obrera, parroquial y sanitaria. En 2017, el instituto contaba con 448 religiosas y 56 comunidades presentes en Bielorrusia, Burundi, Camerún, Francia, Letonia, Polonia, República Checa, Ruanda y Ucrania.